# Base de la Fuerza Espacial Vandenberg
Base de la Fuerza Espacial Vandenberg (IATA: VBG, OACI: KVBG, FAA LID: VBG) es una base espacial militar estadounidense, ubicada en el condado de Santa Bárbara (California). Bajo el mando de la Fuerza Espacial de los Estados Unidos, Delta de lanzamiento espacial 30. Es también un lugar designado por el censo (CDP) con una población de 6.151 habitantes, según el censo de 2000.  La base lleva su nombre en honor al exjefe de la Fuerza Aérea del Estado Mayor General Hoyt S. Vandenberg.
Vandenberg es la sede de la Decimocuarta Fuerza Aérea, 30ª Delta Espacial, 381º Grupo de Formación, el Rango Occidental (WLTR), y elementos de la Agencia de Defensa de Misiles, y es responsable de lanzamientos de satélites para las organizaciones militares y comerciales, así como pruebas de misiles balísticos intercontinentales, incluyendo el misil balístico  Minuteman III. Vandenberg asume también nuevas funciones con la creación del Componente Funcional de Mando en Conjunto para el Espacio (JFCC SPACE).

## Lanzamientos notables
El 1 de octubre de 2022 el primer lanzamiento exitoso del cohete Firefly Alpha colocó en órbita dos satélites de Amsat España.